# قسم غلزار الريفي (مقاطعة بردسير)
قسم غلزار الريفي (بالفارسية: دهستان گلزار) هي منطقة سكنية تقع في إيران في كرمان. يقدر عدد سكانها بـ 3,242 نسمة .